# Куп четири нације 2012.
Куп четири нације 2012. (службени назив: 2012 Rugby Championship) је било 17. издање овог најквалитетнијег репрезентативног рагби такмичења Јужне хемисфере, а премијерно издање Купа четири нације, откако се шампионат Јужне хемисфере проширио пошто се Новом Зеланду, Аустралији и Јужној Африци придружила Аргентина.
Турнир је освојио Нови Зеланд, најбољи стрелац је био Ден Картер, а највећа посета је забележена на мечу између Јужне Африке и Новог Зеланда (88 739 гледалаца).

## Учесници
Напомена:
|   | Селекција                          | Стадион                                     | Селектор        | Капитен                    |
| - | ---------------------------------- | ------------------------------------------- | --------------- | -------------------------- |
| 1 | Рагби репрезентација Аргентине     | Градски стадион Ла Плата, Ла Плата (53 000) | Сантијаго Фелан | Хуан Мартин Фернандез Лобе |
| 2 | Рагби репрезентација ЈАР           | Сокер сити, Јоханезбург (94 700)            | Хејнеке Мејер   | Жан Де Вилијерс            |
| 3 | Рагби репрезентација Новог Зеланда | Еден Парк, Окланд (50 000)                  | Стив Хансен     | Ричи Мако                  |
| 4 | Рагби репрезентација Аустралије    | Стадион Аустралија, Сиднеј (84 000)         | Роб Динс        | Вил Џенија                 |

## Такмичење

### Припремне утакмице
Аргентина - Стад Франс 21-25
Аргентина - Стад Франс 31-17

### Прво коло
Аустралија - Нови Зеланд 19-27
Јужна Африка - Аргентина 27-6

### Друго коло
Нови Зеланд - Аустралија 22-0
Аргентина - Јужна Африка 16-16

### Треће коло
Нови Зеланд - Аргентина 21-15
Аустралија - Јужна Африка 26-19

### Четврто коло
Нови Зеланд - Јужна Африка 21-11
Аустралија - Аргентина 23-19

### Пето коло
Јужна Африка - Аустралија 31-8
Аргентина - Нови Зеланд 15-54

### Шесто коло
Јужна Африка - Нови Зеланд 16-32
Аргентина - Аустралија 19-25

## Табела
|   | Селекција   | ИГ | Д | Н | И | ПД  | ПП  | ПР   | БП | Б  |  |
| - | ----------- | -- | - | - | - | --- | --- | ---- | -- | -- |  |
| 1 | Ол блекси   | 6  | 6 | 0 | 0 | 177 | 66  | +111 | 2  | 26 |  |
| 2 | Валабиси    | 6  | 3 | 0 | 3 | 101 | 137 | -36  | 0  | 12 |  |
| 3 | Спрингбокси | 6  | 2 | 1 | 3 | 120 | 109 | +11  | 2  | 12 |  |
| 4 | Пуме        | 6  | 0 | 1 | 5 | 80  | 166 | -86  | 2  | 4  |  |

| Победник Купа четири нација 2012. |
| --------------------------------- |
| Нови Зеланд 11. титула            |

## Индивидуална стастика
Највише поена
- Ден Картер 58, Нови Зеланд
- Берик Барнс 40, Аустралија
- Брајан Хабана 35, Јужна Африка
- Морн Стејн 34, Јужна Африка
- Хуан Мартин Хернандез 29, Аргентина

Највише есеја
- Брајан Хабана 7, Јужна Африка
- Кори Џејн 5, Нови Зеланд
- Ерон Смит 3, Нови Зеланд
- Израел Даг 3, Нови Зеланд
- Џулијан Савеа 3, Нови Зеланд